# Astragalus hirtus
Astragalus hirtus är en ärtväxtart som beskrevs av Aleksandr Andrejevitj Bunge. Astragalus hirtus ingår i släktet vedlar, och familjen ärtväxter. Inga underarter finns listade i Catalogue of Life.